# Communication and Networking Riser

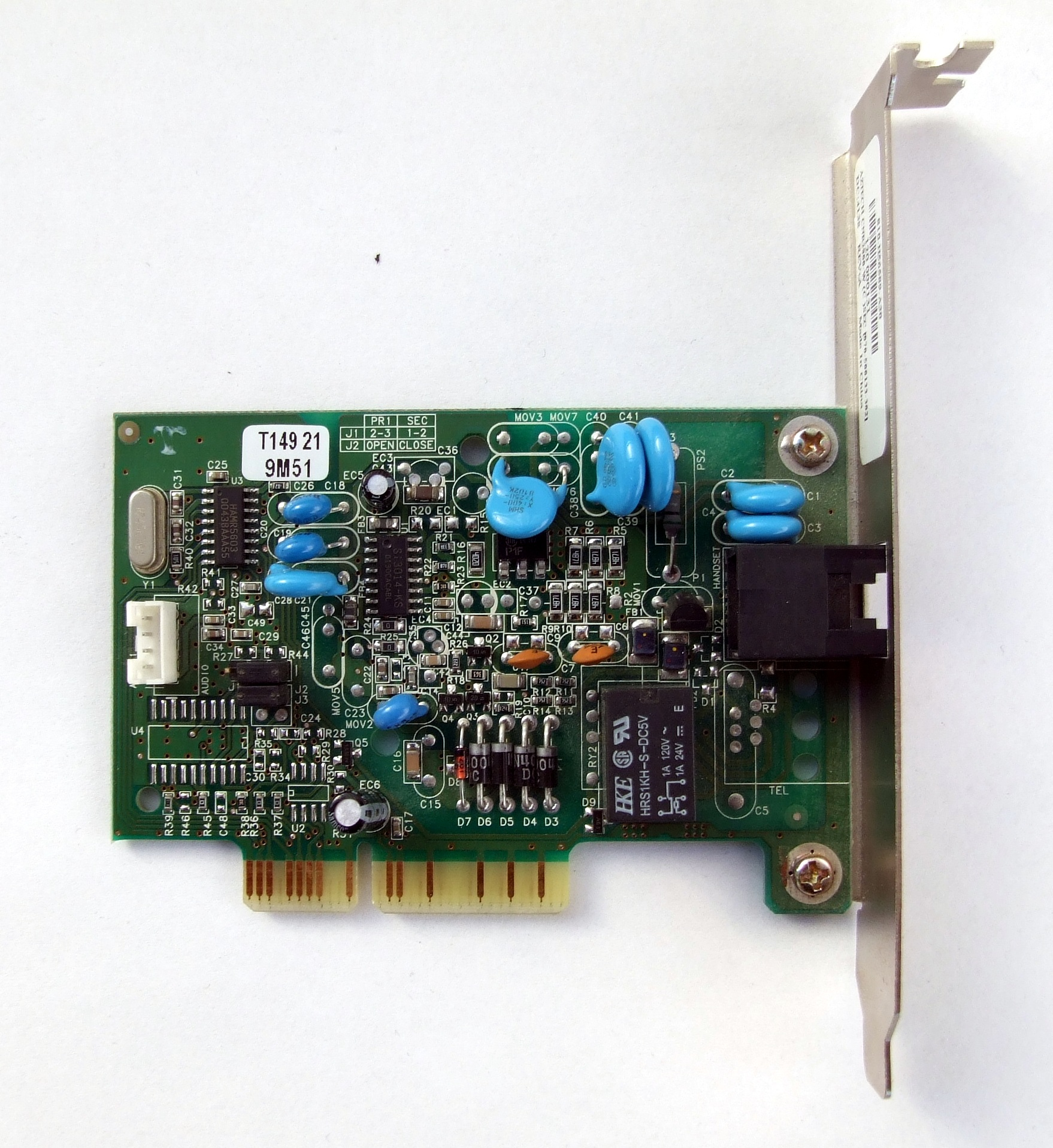
CNRモデムカードの例

Communication and Networking Riser(CNR)は2000年2月にインテル主導で策定されたパソコン用ライザーカードの規格である。Audio and Modem Riser(AMR)の後継規格である。

## 概要

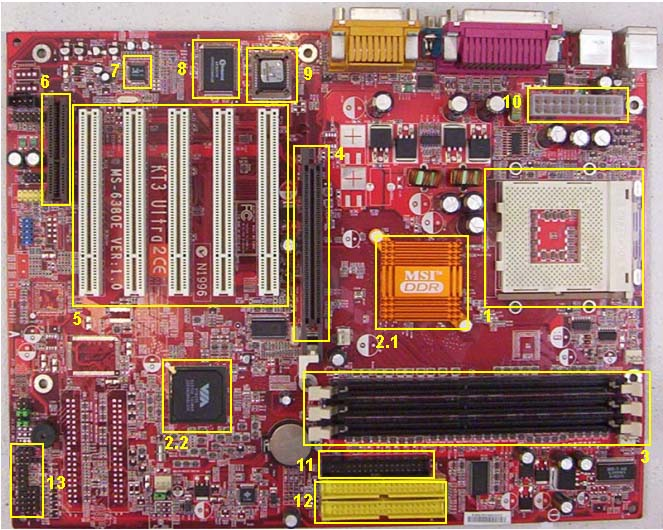
CNRスロット(左端茶色)を備えるマザーボードの例

CNRの前身となるAMRはAC'97準拠のオーディオやアナログモデム機能の物理層を接続するための規格であったが、CNRでサウスブリッジに統合されたEthernetコントローラとの接続が可能となっている。これにはMII（media-independent interface）やHomePNA（Home Phoneline Networking Alliance）、SMBus（System Management Bus）が含まれており、特にSMBusサポートに伴いCNRではプラグアンドプレイに対応した。
コネクタには60ピンスロットが使用されており、AMRとの物理的な互換性は無い。また内部のラインにはAMRに引き続いてのAC-Link・S/PDIF・USB・アナログ信号および電源の他、ネットワーク用の信号線も追加されている。
規格の意図はAMRとほぼ同様であり、従来オプション扱いされることの多かった機能を、メーカーが容易かつ安価にラインナップとして揃えることが出来るようにしたものである。CNRはAMRより対応範囲が広がったことで、より多くの機能を簡易にオプション化できると考えられた。
このように、CNRもまた、AMRと同様にメーカー出荷の際のオプションを準備するための規格である。
そのため、汎用のPCIスロット等と異なりCNR対応ライザーカードが単体で販売されることや、エンドユーザーが自分でCNR対応の拡張カードを購入・装着することは想定されていない。またその際の互換性も考慮されていない。AMRスロット同様、エンドユーザーにとってはCNRスロットもマザーボード上の配線パターンのようなものに過ぎないと言える。
ただし、一部のPCショップではCNR対応のネットワークカードなどが少数ながら出回った。
CNRの提唱当初、対抗規格としてAMD・SiS・ALi等が策定したAdvanced Communication Riser(ACR)が存在したが、両規格の対立は最終的にCNRへの一本化という形で収束している。
ただし2000年代初頭以降、オンボードでのオーディオやLAN機能搭載が一般化したことやPCI拡張カードの低価格化も進んだこと、アナログモデムの需要が減少したことなどから、メーカーにおいてもCNRが広く利用されたとは言いがたい。そのため、チップセットがサポートしていてもCNRスロットを準備しないマザーボードも数多い。